# Comuna Hrîhorivka, Starokosteantîniv
Hrîhorivka (în ucraineană Григорівка) este o comună în raionul Starokosteantîniv, regiunea Hmelnîțkîi, Ucraina, formată din satele Hrîhorivka (reședința) și Voronkivți.

## Demografie
Componența lingvistică a comunei Hrîhorivka
     Ucraineană (97,96%)
     Rusă (1,68%)
     Alte limbi (0,04%)
Conform recensământului din 2001, majoritatea populației comunei Hrîhorivka era vorbitoare de ucraineană (97,96%), existând în minoritate și vorbitori de rusă (1,68%).